# DeKalb Avenue (métro de New York)
DeKalb Avenue est une station souterraine du métro de New York située dans le quartier de Downtown à Brooklyn. Elle est située sur deux lignes (au sens de tronçons du réseau) la BMT Fourth Avenue Line et la BMT Brighton Line (métros jaunes et orange) toutes deux issues du réseau de l'ancienne Brooklyn-Manhattan Transit Corporation (BMT). Sur la base de la fréquentation, la station figurait au 85e rang sur 421 en 2012.
Au total, cinq services y circulent :
- les métros Q y transitent 24/7 ;
- les métros D et N assurent la desserte uniquement la nuit (23h00-06h30) ;
- les métros R s'y arrêtent tout le temps sauf la nuit (late nights) ;
- les métros B y circulent uniquement en semaine.